# تام کلنسی
توماس لئو کلنسی جونیور (به انگلیسی: .Thomas Leo Clancy Jr) (زاده ۱۲ آوریل ۱۹۴۷ - درگذشته ۱ اکتبر ۲۰۱۳) نویسنده آمریکایی است که بیشتر به‌خاطر نگارش جزئیات تکنیکی طرح‌های داستانی جاسوسی و فنون نظامی مربوط به دوران جنگ سرد و پیامدهای پس از آن، شناخته شده‌است.

## زندگی و حرفه
توماس لئو کلنسی جونیور در بالتیمور ایالت مریلند به دنیا آمد. او از دانشگاه لویولا تاوسن و در رشته زبان انگلیسی فارغ التحصیل شد. کلنسی در سال ۱۹۸۴ نخستین رمان خود را به نام «شکار اکتبر سرخ» نوشت؛ که خیلی زود به کتابی پرفروش تبدیل شد. پس از این موفقیت، وی در همان سال دومین اثر خود را با نام «آغاز طوفان سرخ» منتشر کرد؛ او همچنین تعدادی کتاب غیرداستانی در خصوص جنگ‌افزارها و طرح‌های نظامی نوشته‌است که این آثار نیز مورد توجه قرار گرفته‌اند. موفقیت‌های او در حرفه نوسیندگی به حدی بود که مجوز رفت‌وآمد به مراکز نظامی و دسترسی به برخی اطلاعات محرمانه مرتبط با فناوری‌های نظامی، از سوی مقامات ارشد نظامی ایالات متحده به او داده شد. کلنسی خود را تأثیرپذیرفته از فردریک فورسایت می‌داند.
آثار جنایی بین‌المللی کلنسی او را به یکی از ثروتمندترین نویسندگان جهان تبدیل کرد. وی در نیمه دهه ۱۹۹۰ میلادی درآمد سالانه‌ای معادل ۳۰ میلیون دلار (۱۹ میلیون پوند) داشت.

### بازی‌های ویدئویی

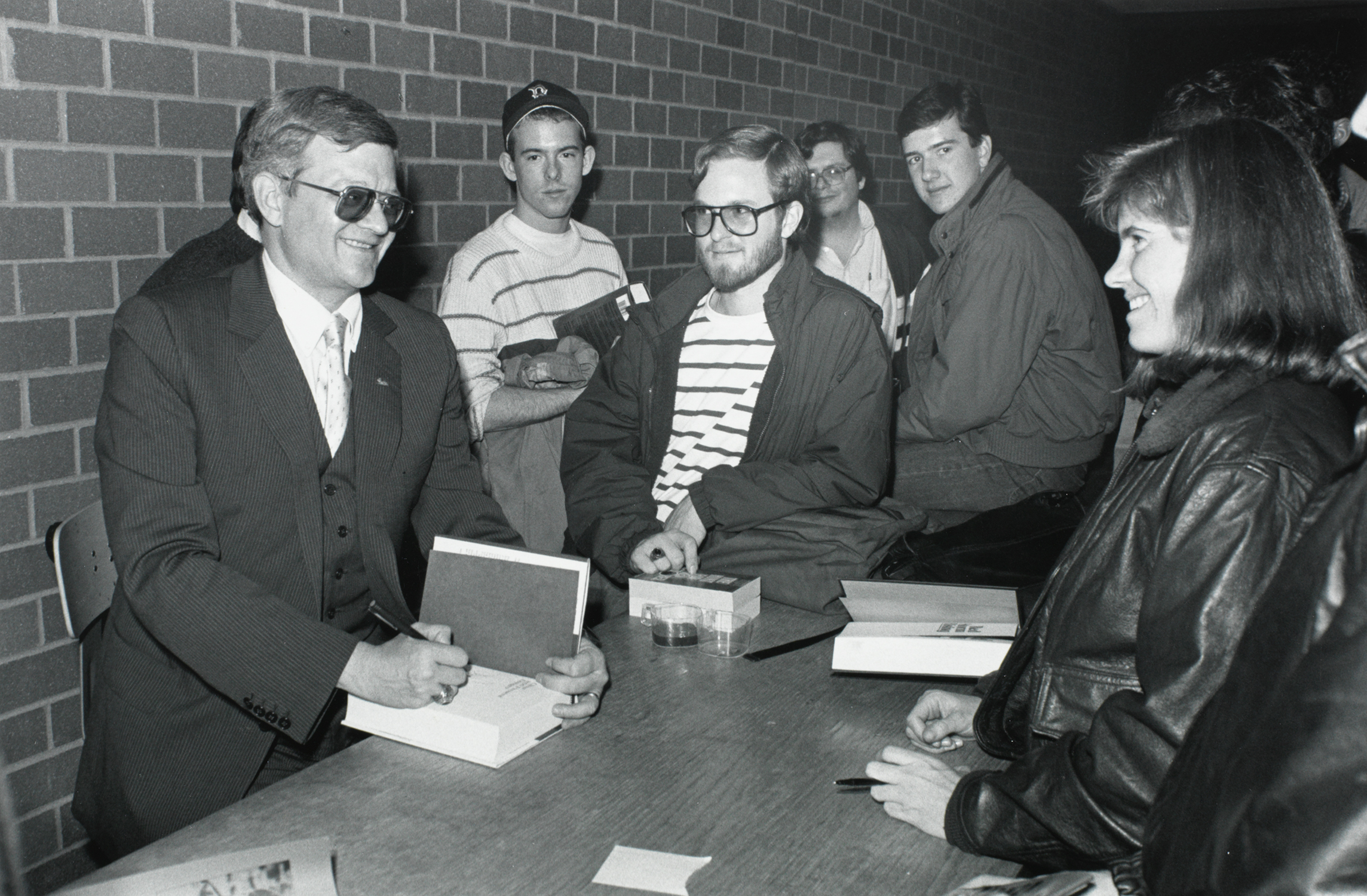
تام کلنسی در کتابخانه برنز در کالج بوستون

کلنسی در سال ۱۹۹۶ به همراه همکارانش شرکت توسعه‌دهنده بازی‌های ویدئویی رِد استورم اینترتیمنت را بنیان گذاشت. شرکت او به تولید بازی‌های نظامی و جاسوسی، که نگارش طرح‌های داستانی آن‌ها را خود بر عهده داشت، می‌پرداخت. پس از مدتی شرکت یوبی‌سافت شرکت او را خریداری کرد و پس از آن تا به امروز یوبی‌سافت همچنان از طرح‌های داستانی وی و نیز نام تام کلنسی در بازی‌های زیادی مانند مجموعه های اسپلینتر سل، گوست ریکان، رینبو سیکس و هاکس استفاده کرده‌است.

### مرگ
تام کلنسی سرانجام در تاریخ ۲ اکتبر سال ۲۰۱۳ میلادی در بیمارستان بالتیمور و پیش از اینکه اکران بازی نوشته شده بر اساس ایده‌های خود یعنی The Division را ببیند، درگذشت

## برخی از آثار
- شکار اکتبر سرخ (۱۹۸۴)
- آغاز طوفان سرخ (۱۹۸۴)
- بازی میهن‌پرستان (۱۹۸۷)
- کاردینال کرملین (۱۹۸۸)
- خطر آشکار (۱۹۸۹)
- مجموعه تمام ترس‌ها (۱۹۹۱)
- بدون ترحم (۱۹۹۳)
- دستورهای ویژه ریاست جمهوری (۱۹۹۶)
- رنگین کمان شش (۱۹۹۸)
- خرس و اژدها (۲۰۰۰)
- ضربه بیولوژیک (۲۰۰۰)
- شبکه بی‌رحم (۲۰۰۴)
- مجموعه مرکزعملیات